# Cobra-coral-aquática-venezuelana
Micrurus nattereri é uma espécie de cobra-coral, um elapídeo do gênero Micrurus. Coral tricolor outrora considerada subespécie de Micrurus surinamensis.